# Phascogale tapoatafa
Phascogale tapoatafa là một loài động vật có vú trong họ Dasyuridae, bộ Dasyuromorphia. Loài này được Meyer mô tả năm 1793.

## Hình ảnh

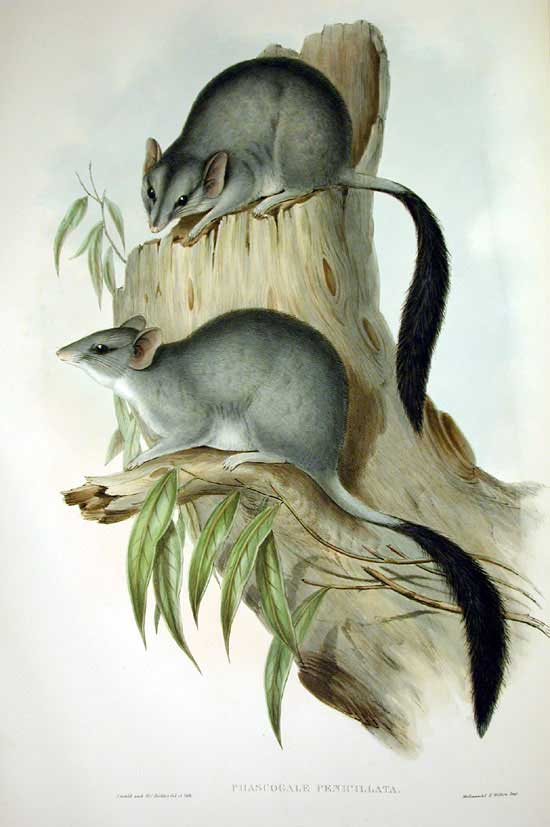